# Дементьєв Єгор Вікторович
Єго́р Ві́кторович Деме́нтьєв (нар. 12 березня 1987, Кременчук) — український велогонщик, п'ятиразовий чемпіон та призер літніх Паралімпійських ігор. Повний кавалер ордена «За заслуги».

## Біографія
Народився 12 березня 1987. Єгор навчався спочатку в школі «Ада», а потім «Надії України». Після школи вступив до спеціалізованого училища з велосипедного спорту в Харкові, а потім КУЕІТУ, на програміста.

## Спортивна кар'єра
Велосипедним спортом займається з 10 років. У віці 14 років здобув призове місце на змаганнях на приз газети «Вечірній Харків».
З 2007 року перейшов до клубу Спортклуб «ІСД», до цього відвідував Кременчуцьку ДЮСШ «Аванград». Основним тренером, що готує Єгора до стартів є і залишається Роман Радченко. Також тренує сина його батько Віктор Петрович.
До того як потрапити у паралімпійський спорт, добився великих успіхів у звичайному. У 2009 році став чемпіоном України серед гонщиків до 23 років у груповій гонці. Були й міжнародні змагання, де я займав призові місця. Потім з'явилася можливість кваліфікуватися у паралімпійському спорті. У 2011 році на Чемпіонаті Світу в Італії я зайняв 3 місце.
2011 року Єгор потрапив у ДТП: у Донецьку його збив автомобіль. У результаті отримав компресійний перелом хребта. Єгор провів у ліжку чотири місяці. Це поставило під загрозу його подальшу спортивну кар'єру.
|  | Лікарі заборонили вставати. Це було дуже непросто. Я вдячний дружині, тренеру, батьку за те, що вони вилікували мене, допомогли стати на ноги. Тоді я сумнівався, що зможу поїхати на Паралімпіаду. |

Йому вдалося досить швидко реабілітуватися після травми. Вже у листопаді 2011 року Єгор повернувся до спорту: почав тренуватися у Криму, успішно виступив на міжнародних змаганнях серед паралімпійців у Лос-Анджелесі, де завоював золото, а потім показав гарні результати на турнірі зі здорового велоспорту.

### Паралімпіада 2012
На Паралімпіаді 2012 у Лондоні Єгор виступав у чотирьох дисциплінах: дві трекові та дві шосейні, і завоював дві золоті медалі.
Змагання для дебютанта ігор Єгора Дементьєва почалися з індивідуальної гонки на час. Чоловікам у нозології С4-5 належало проїхати 1 км. Стартували спортсмени по одному, і час, показаний у заїзді, заносилося до підсумкового протоколу. Таким чином, результат потрібно було показати з першої спроби. Всього стартували 22 гонщика. Єгор, показавши час 1:09.558, фінішував восьмим. Перемога ж у цьому виді дісталася іспанському спортсмену Альфонсо Кабелло, який відновив світовий рекорд (1:05.947).
Єгор Дементьєв виступив у своїй другій гонці на треці — індивідуальному персьюті Право виступити у денний кваліфікації отримали тільки 12 найкращих гонщиків планети. На кону — всього чотири путівки у фінал. Єгору в заключному заїзді випало змагатися з 33-річним австралійцем Майклом Галлахером, паралімпійським чемпіон Пекіна 2008, володаром світового та паралімпійського рекордів у класі С-5. Єгор замкнув четвірку фіналістів, фінішувавши з черговим особистим рекордом. Бронзовий фінал Єгор проїхав ще стрімкіше, ніж у кваліфікації. Однак для медалі цього не вистачило: китаєць Лю фінішував на п'ять секунд швидше.
Першу золоту паралімпійську медаль Дементьєв виграв 5 вересня в індивідуальній гонці у категорії С5, подолавши дистанцію 24 км за 32 хв 12,98 сек. Змагання проходили на гоночній трасі Брендс-Хетч графстві Кент. Дементьєв стартував одним з останніх. Перше коло (8 км) він пройшов з другим результатом, поступившись китайцю Лю Ціньяню. Однак на останньому колі українець фінішував з першим часом. Результат Дементьєва — 32:12.98. Китаєць — другий, з відставанням трохи більше восьми секунд (32:21.03). На третьому місці австралієць Галлахер, що показав час 33:12.03.
У шосейної груповій гонці на 80 км (10 кіл по 8 км) між спортсменами йшла запекла боротьба за першість. Єгор приїхав першим, показавши час 1:00 55,38 хвилин. У середині дистанції бразилець Соеліто Гор зробив спробу втекти. Його перевага на 5-у і 6-у колах доходила до 45-50 секунд. На передостанньому колі бразильця атакувала група з 12-ти гонщиків, у якій працював Дементьєв. І вже на проміжній відсічці сьомого кола група поглинула утікача. Фінішував Єгор наодинці з 10-секундною перевагою над китайцем Лю Ціньянем. Бронзову медаль завоював італієць Мікеле Піттаколо, 42-річний спортсмен, який виступає у категорії С4. Італієць зумів виграти фінішний спринт у двох бразильських велогонщиків.

### Чемпіонат світу 2013
На Чемпіонаті світу з велоспорту, що проходив у місті Бьє-Комю (Канада) Єгор Дементьєв став чемпіоном в індивідуальній гонці на час. У перший день 30 серпня кременчужанин Єгор в індивідуальній гонці на час (дистанція 25,9 км) у категорії С5, у якій взяли участь 16 гонщиків, виграв золоту медаль. Українець фінішував з результатом 34:47.88. Другим перетнув фініш італієць Андреа Тарлао, відставши від Єгора на 36 секунд (результат 35:23.61). Бронзовим призером став Елістар Доногью з Австралії (35:36.03).
1 вересня Дементьєв завершив виступ на чемпіонаті світу з шосе, зайнявши четверте місце у груповій гонці у категорії С5. Перегони протяжністю 80 км налічували 7 кіл, у яких найкращим став австралієць Майкл Галлагер, що подолав дистанцію за 2:00:18. Італієць Ботоссо, поступившись 37 секундами, став другим. А ось долю «бронзи» визначив фотофініш, оскільки відразу три гонщики фінішували одночасно через 1 хвилину і 18 секунд після переможця. І у цій міні-групі був Єгор Дементьєв. Третім став Алістер Доногью, Єгор — четвертий, Кедріч Раммасамі з Франції — п'ятий.

### Паралімпіада 2020
У серпні 2021 року на Літніх паралімпійських іграх 2020 Дементьєв виборов срібну медаль на роздільній шосейній гонці (клас С5).

## Сім'я
Батько — Дементьєв Віктор Петрович, спортсмен, чемпіон України, заслужений тренер України; дружина — Наталія, дочка — Марія (2013.01.03)

## Виступи і нагороди
- Велосипедний крос (2008 рік, Тревізо (Італія), 53 місце)[16]
- Шосе (2009 рік, Мендрізіо (Швейцарія), не фінішував)[16]
- 1-е місце чемпіонату України серед «андерів» 2009 року у груповій гонці[16]
- 3-є місце на Чемпіонаті світу у Монтік'ярі (Італія, 11-13 березня) у гонці переслідування на 4 км та 8-е місце у гіті на 1 км.[16]
- 1-е місце у груповій гонці скретч на чемпіонаті світу з велотреку (інваспорт) у Лос-Анжелесі (лютий 2012)[17]
- 1-е місце на літніх Паралімпійських іграх 2012 у Лондоні у індивідуальній шосейній гонці (C5).
- 1-е місце на літніх Паралімпійських іграх 2012 у Лондоні у груповій шосейній гонці (C4-5)
- Почесний знак «За заслуги перед містом» (Кременчуком)[18]

## Державні нагороди
- Орден Ярослава Мудрого V ст. (18 вересня 2024) — за досягнення високих спортивних результатів на ХVІІ літніх Паралімпійських іграх у місті Парижі (Французька Республіка), виявлені самовідданість та волю до перемоги, утвердження міжнародного авторитету України[19]
- Орден «За заслуги» I ст. (16 вересня 2021) — за значний особистий внесок у розвиток паралімпійського руху, досягнення високих спортивних результатів на XVI літніх Паралімпійських іграх у місті Токіо (Японія), виявлені самовідданість та волю до перемоги, утвердження міжнародного авторитету України[20]
- Орден «За заслуги» II ст. (4 жовтня 2016) — за досягнення високих спортивних результатів на XV літніх Паралімпійських іграх 2016 року в місті Ріо-де-Жанейро (Федеративна Республіка Бразилія), виявлені мужність, самовідданість та волю до перемоги, утвердження міжнародного авторитету України[21]
- Орден «За заслуги» III ст. (17 вересня 2012) — за досягнення високих спортивних результатів на XIV літніх Паралімпійських іграх у Лондоні, виявлені мужність, самовідданість та волю до перемоги, піднесення міжнародного авторитету України[22]